# Jazz (catch)
Carlene Denise Moore Begnaud (née le 27 août 1973 à La Nouvelle-Orléans) est une catcheuse (lutteuse professionnelle) américaine.
Elle se fait connaître à l'Extreme Championship Wrestling à la fin des années 1990 avant de rejoindre la World Wrestling Federation / Entertainment (WWF puis WWE à partir de 2002) en 2001. Au sein de cette fédération, elle remporte à deux reprises le championnat du monde féminin de la WWF / WWE.
Elle quitte la WWE en 2004 et lutte dans des fédérations de catch féminin du circuit indépendant nord-américain. Elle fait des apparitions plus ou moins régulières à la Women Superstars Uncensored dont elle est une ancienne championne par équipe avec Marti Belle et a remporté une fois le championnat du monde féminin de la National Wrestling Alliance.

## Jeunesse
Après le lycée, Begnaud obtient une bourse universitaire pour faire partie d'une équipe de basket universitaire,. Elle n'arrive pas à avoir de bons résultats scolaire et elle décide de quitter l'université pour travailler.

## Carrière de catcheuse

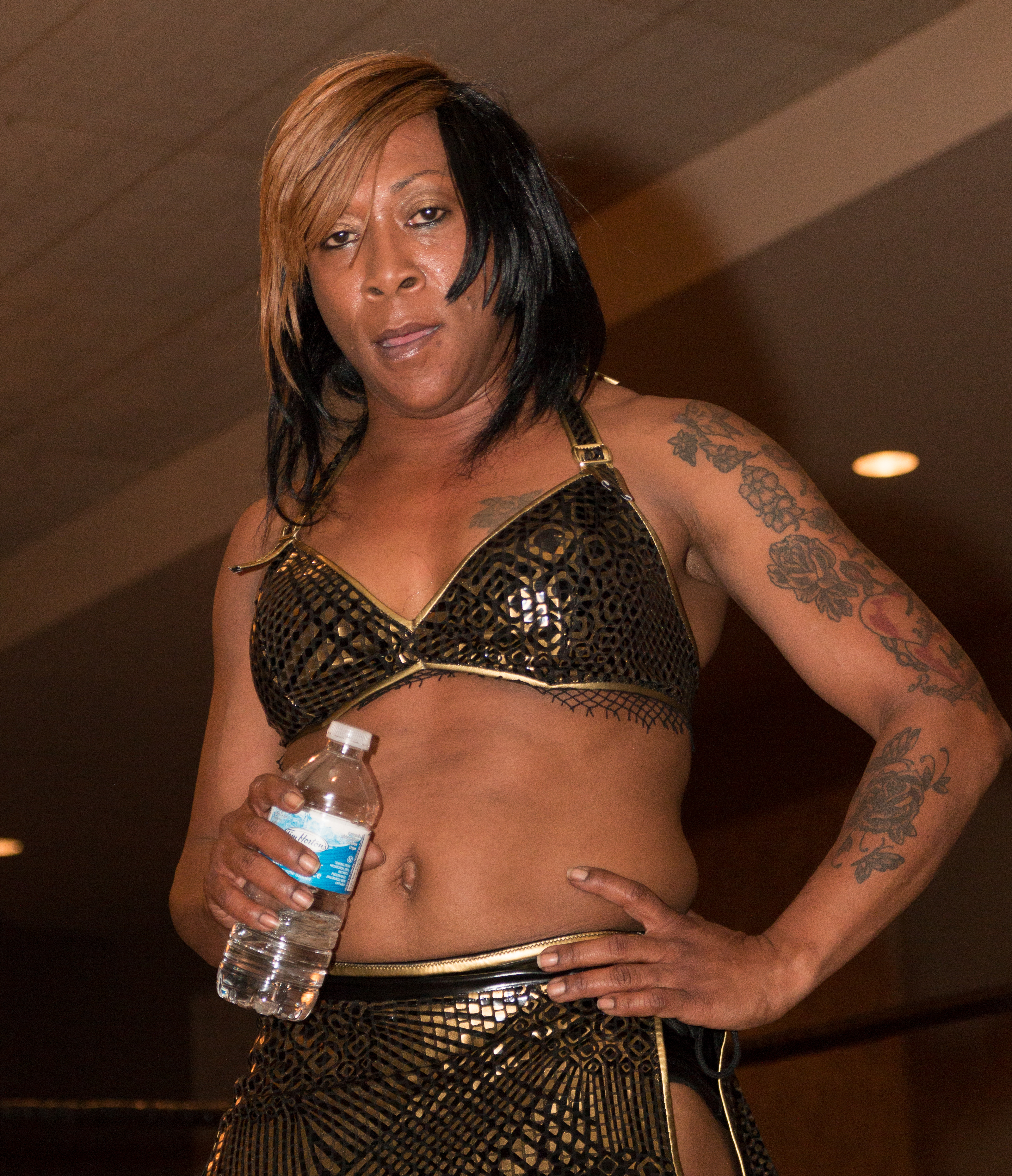
Jazz in 2014.

### Entraînement et passage à l'Extreme Championship Wrestling(1999–2000)
Alors qu'elle travaille en Louisiane, on lui propose de devenir catcheuse. Elle entre dans une école de catch où elle s'entraine auprès du Junkyard Dog et de Rod Price.
Elle part pour l'Extreme Championship Wrestling et y bat Jason (en) le 18 juillet 1999 durant Heat Wave.

### World Wrestling Federation / Entertainment(2001–2007)
Fin 2001, la World Wrestling Federation envoie Begnaud à la Ohio Valley Wrestling (à l'époque liée à la WWF) afin de tester ses capacités. Elle y prendra pour la toute première fois le pseudonyme de Jazz, qu'elle gardera pour le reste de sa carrière.
Elle signe finalement un contrat de deux ans avec la WWF dans la division RAW et fait ses débuts officiels aux Survivor Series 2001 dans un Six-Pack challenge pour le WWE Women's Championship contre Lita, Jacqueline, Molly Holly, Ivory et Trish Stratus. C'est cette dernière qui remportera la victoire, et elle et Jazz entrèrent en rivalité pour le titre après que Jazz les a attaquées elle et Molly Holly après que Trish a défendu son titre. Après avoir échoué dans un match de championnat au Royal Rumble 2002, elle parvient à s'emparer du titre lors du RAW du 4 février 2002, entamant son premier règne de championne mondiale. Sa rivalité avec Trish Stratus se poursuit, Jazz parvenant de multiples fois à défendre le titre contre Trish et Ivory.
À WrestleMania X8, elle parvient à défendre son titre dans un Triple Threat match contre Trish Stratus et Lita.
Le 6 mai 2002, la World Wrestling Federation est renommée World Wrestling Entertainment. Tous les titres étant renommés en conséquence, Jazz devient la dernière WWF Women's Champion et la toute première WWE Women's Champion. Elle perdra son titre au profit de Trish Stratus dans un Hardcore match où sont intervenus Bubba Ray Dudley et Stevie Richards. Officieusement, la WWE lui a fait perdre le titre parce qu'elle s'est déchiré le ligament croisé antérieur lors d'un précédent match et ne peut donc continuer de catcher à son niveau maximum.
Jazz revient début 2003 et entre en rivalité avec Trish Stratus et Victoria, pour le WWE Women's Championship de cette dernière. Cette rivalité atteindra son apogée à WrestleMania XIX dans un Triple Threat match remporté par Stratus. Peu après ça, Theodore Long devient son manager, et elle commencera un nouveau règne en battant Trish Stratus à Backlash 2003. Elle gardera le titre plusieurs fois avant de le perdre dans une bataille royale remportée par Gail Kim le 30 juin 2003. En réalité, la WWE lui avait fait perdre son titre parce qu'elle avait l'épaule disloquée et avait besoin de plusieurs semaines de repos pour pouvoir catcher de nouveau.
Elle revient de sa blessure début 2004, mais apparut beaucoup moins à l'écran. Plus tard dans l'année, elle devient la manager de son mari devant et derrière la caméra, Rodney Mack.
Son contrat avec la World Wrestling Entertainment prend fin en novembre 2004 en raison d'un manque de nouvelles idées pour son personnage.

### Circuit indépendant (2005–2006)
Jazz commence à catcher sur le circuit indépendant en apparaissant le 16 janvier 2005 dans un show de Hardcore Homecoming, qui réunissait des anciens de la ECW. Fin 2005, elle et son mari créent la Dirtysouth Championship Wrestling, une fédération indépendante basée en Louisiane.
Elle rejoint également un temps la Women's Extreme Wrestling, où elle remporte le titre suprême, le WEW World Heavyweight Championship, dans un Fatal Four Quatro M'enage match (Fatal Four Way) contre Angel Orsini, Mercedes Martinez et Simply Luscious, à la suite de l'abandon du titre par Tai Killer à la suite d'une blessure.
Alors qu'elle est toujours WEW World Heavyweight Champion, Jazz remporte le NWA Cyberspace Women's Championship à la fédération NWA Cyberspace le 24 juin 2005 en battant April Hunter.

### Retour à la WWE (2006–2007)
Mi-2006, Jazz devient une Alumni de la World Wrestling Entertainment en tant que membre occasionnelle de la nouvelle ECW. Elle y fait sa première apparition le 7 juin 2006 dans un match WWE vs ECW face à la championne de la WWE Mickie James, match que Jazz perd.
Elle n’apparaîtra ensuite qu'à quelques occasions, lors de houses shows, avant de revenir à la WWE en septembre.
Son nouveau contrat avec la World Wrestling Entertainment prit fin le 18 janvier 2007 lors d'une vague de renvois incluant également son mari.

### Retour au circuit indépendant (2007–2020)
En mai 2007, elle rejoint la fédération française Queens of Chaos.

### Shine(2012-2014)
Lors de Shine 4, il perd contre Saraya Knight et ne remporte pas le Shine Shimmer Championship.

### All Elite Wrestling(2019)
Le 31 août 2019, elle a participé au Casino Battle Royal à All Out, elle s'est fait éliminer par ODB.

### Impact Wrestling (2020-2021)
Malgré sa retraite, le 24 novembre 2020 à Impact, Jazz a fait ses débuts en révélant qu'elle est la partenaire de Jordynne Grace pour le Knockouts Tag Team Championship Tournament. Le 1er décembre à Impact, elle gagne avec Jordynne Grace contre Killer Kelly et Renee Michelle et se qualifie pour les demi-finals du Knockouts Tag Team Championship Tournament.
Lors de Genesis, elle perd contre Jordynne Grace.

### Retour à la Total Nonstop Action Wrestling (2025-...)
Le 5 février 2025, lors de TNA Impact!, elle fait son retour en participant à une Battle Royale pour déterminer une aspirante au TNA Knockouts World Championship, remportée par Savannah Evans.
Le 13 mars 2025, il a été rapporté que Jazz travaillait comme agent pour la TNA.

## Palmarès
- Cauliflower Alley Club
  - Women's Wrestling Award (2020)

- Downsouth Championship Wrestling
  - DCW Louisiana State Championship (1 fois)[6]

- Heavy on Wrestling
  - 1 fois HOW Women's Championne

- National Wrestling Alliance
  - 1 fois NWA World Women's Championship

- NWA Cyberspace
  - NWA Cyberspace Women's Championship (1 fois)[7]

- Southwest Wrestling Entertainment
  - 1 fois SWE Women's Championne
  - Hall of Fame (2020)

- Texas Wrestling Hall of Fame
  - Class of 2012

- Women Superstars Uncensored
  - WSU Tag Team Championship (1 fois)- avec Marti Belle
  - WSU Hall of Fame (Class of 2010)

- Women's Extreme Wrestling
  - WEW World Heavyweight Championship (1 fois)

- Women's Wrestling Hall of Fame
  - Class of 2023

- World Wrestling Entertainment
  - WWE Women's Championship (2 fois)[8]

## Récompenses des magazines
- Pro Wrestling Illustrated

| Année | 2010 | 2011 | 2012 |
| ----- | ---- | ---- | ---- |
| Rang  | 40   | 27   | 13   |